# Banksia ser. Crocinae
Série
Banksia ser. Crocinae est la dénomination botanique d'une série de plantes du genre Banksia. Elle comprend quatre espèces très proches, toutes endémiques de l'Ouest de l'Australie : B. prionotes, B. burdettii, B. hookeriana et B. victoriae. La série est citée pour la première fois par Alex George en 1981, puis remise en cause par Kevin Thiele et Pauline Ladiges en 1996, avant d'être finalement confirmée par George en 1999. Des analyses cladistiques récentes ont montré qu'elle est monophylétique ou proche de l'être.